# Palazzo Imperato
Palazzo Imperato è un edificio storico di Pescara, situato all'incrocio tra corso Umberto I e corso Vittorio Emanuele II.
Considerato uno dei simboli del liberty pescarese, il palazzo venne concepito nel 1925 da Antonino Liberi come edificio di rilievo nella nuova progettazione urbanistica della città che in quegli anni si candidava a divenire provincia. È riconosciuto come sito d'interesse culturale dato il suo valore artistico e storico.

## Storia
Agli inizi del Novecento, il rapido sviluppo dei nuclei urbani di Pescara e Castellammare Adriatico conduce all'unificazione dei due comuni, decretando la creazione, nel 1927, della provincia di Pescara. Già a partire dagli anni venti, le realtà amministrative locali, intenzionate a ridisegnare l'assetto urbanistico del territorio, decisero di realizzare un ingresso monumentale per l'asse viario che dalla stazione – divenuta nel frattempo uno dei principali scali della costa adriatica – attraversa il centro cittadino fino a raggiungere il mare.
A questo programma appartiene la realizzazione del palazzo Imperato, costruito secondo i caratteri dell'architettura liberty da Antonino Liberi e Nicola Simeone secondo un progetto che prevedeva l'elevazione di un edificio gemello posto sull'altro lato del corso. Il palazzo prende il nome dall'omonima famiglia nobile pescarese proprietaria dello stabile e sorge al posto dell'Albergo Milano, in un luogo originariamente pensato per edificare la nuova sede del municipio.

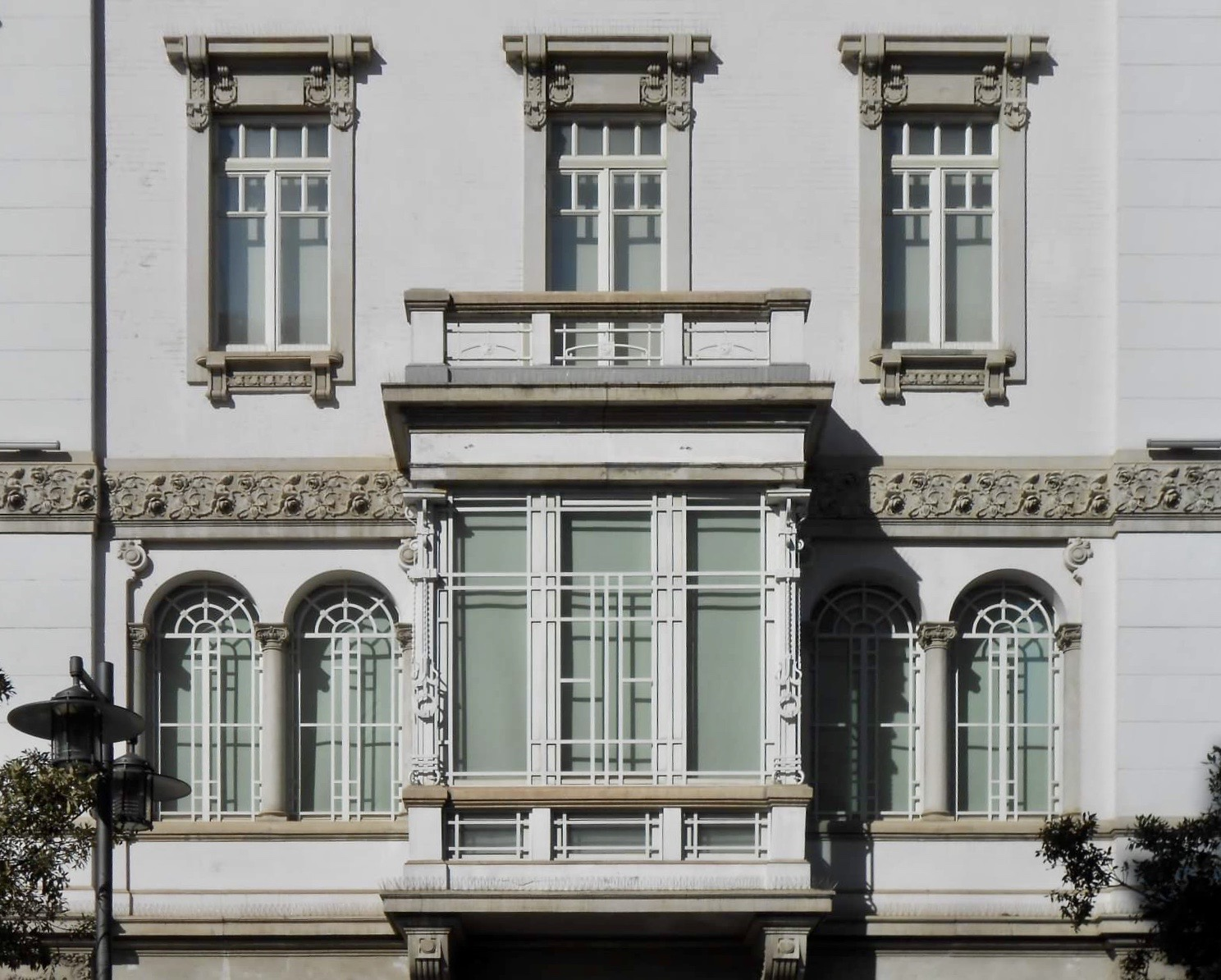
Dettaglio del fronte principale, in cui è evidente il contrasto tra i livelli ad uso commerciale e quelli ad uso abitativo

Terminato nel 1926, palazzo Imperato viene adibito ad uso commerciale e residenziale, rispettando i voleri del tempo secondo cui bisognava creare una forte concentrazione di attività terziarie lungo il corso principale. Negli anni seguenti, il Banco di Napoli acquista gli edifici all'imbocco del corso di proprietà del comune e degli eredi Imperato e su queste aree – nel 1933 con delega a Camillo Guerra – costruisce la propria nuova sede, rendendo impossibile il completamento del progetto di Liberi e Simeone.

## Descrizione
Palazzo Imperato costituisce una delle quinte architettoniche di piazza del Sacro Cuore. L'edificio si sviluppa su quattro livelli, di cui i piani inferiori sono finalizzati all'uso commerciale e quelli superiori all'uso abitativo. La facciata, caratterizzata da un elaborato apparato decorativo in stile liberty, presenta un impianto prospettico suddiviso in tre parti sia in senso verticale, in cui il corpo centrale occupa una posizione di rilievo, sia in senso orizzontale, evidenziando la duplice destinazione del palazzo tramite ordini di lesene bugnate. Quest'aspetto è reso esplicito attraverso una serie di variazioni nella forma e nella disposizione delle aperture.
I livelli superiori presentano nelle fasce laterali delle finestre tripartite – dotate di balcone all'ultimo piano – e semplici nel fronte principale. Il primo livello dispone di ampie vetrine e di un fregio con decorazioni fitomorfe in risalto, mentre al secondo le aperture sono più variegate ed elaborate, con un bovindo che sorregge il balcone al centro, ai cui lati sono poste due bifore inquadrate da colonnine a sostegno di archi. Il cornicione si caratterizza da una fascia di coronamento che delimita la balaustra finale con temi geometrici in rilievo. I parapetti sono decorati in tutte le facciate, così come i serramenti in ferro battuto rivettato e le formelle in ghisa delle aperture, con l'uso ricorrente di motivi floreali.